# Hipódromo de Campañó
El Hipódromo de Campañó es un hipódromo situado en el lugar de Moldes de la parroquia civil de Campañó, en el municipio de Pontevedra en España.

## Historia
El hipódromo fue construido por la Comunidad de Montes de Campañó (ORGACCMM) y la Asociación Hípica de la parroquia de Moldes.
Es el primer hipódromo de la provincia de Pontevedra y uno de los tres existentes en Galicia. Fue inaugurado el 21 de junio de 2009. Ese mismo día tuvo lugar la primera edición del Gran Premio Ciudad de Pontevedra, en cuatro modalidades: Purasangre ingleses, gallegos, cruces y resistencia.
En 2010 el recinto recibió la licencia de la Federación Hípica Gallega para organizar competiciones ecuestres oficiales.
En 2018, las instalaciones del hipódromo acogieron el Campeonato Gallego de Ciclocross.

## Descripción
El hipódromo ocupa una superficie de 2 hectáreas.
La pista de galope tiene una longitud de 600 metros y 9 de ancho, una zona de salto de 2000 metros cuadrados y un recinto que puede dedicarse a la doma. El presupuesto para la construcción de las instalaciones fue de 370.000 euros.